# 분리 교회
분리 교회(Secession Church)는 에벤에셀 어스킨에 의해 설립된 교회로 스코틀랜드 교회에서 분리 독립하였으며 스코틀랜드 자유교회의 전신이기도 하다.
이 분리는 1차분리와 2차 분리로 나뉜다.

## 1차 분리
1732년의 총회령에 의해 1차 분리가 일어났으며, 대부분의 노회원들은 반대를 하였다.

## 같이 보기
- 매로우 논쟁